# Adrià Perez
Adrià Perez (ur. 20 kwietnia 1966) – andorski lekkoatleta, który specjalizował się w rzucie oszczepem.
Reprezentant kraju w pucharze Europy oraz wielokrotny złoty medalista mistrzostw Andory. Rekord życiowy: 61,64 (18 lipca 1998, Pampeluna) – rezultat ten jest aktualnym rekordem Andory.